# Catherine de Médicis (1593-1629)
Ne doit pas être confondu avec Catherine de Médicis.
Catherine de Médicis (née le 2 mai 1593 à Florence et morte le 17 avril 1629 à Sienne) est duchesse de Mantoue et de Montferrat en tant que seconde épouse de Ferdinand de Mantoue, duc de Mantoue et de Montferrat et gouverneure de Sienne à partir de 1627. Seconde fille de Ferdinand Ier, grand-duc de Toscane et de sa femme Christine de Lorraine, elle n'a pas de descendance.

## Biographie
Seconde fille et troisième enfant du grand-duc Ferdinand Ier et de Christine de Lorraine, Catherine, ainsi nommée d'après son arrière-grand-mère la reine de France, est née à Florence le 2 mai 1593. Elle a une forte ressemblance physique avec son frère Cosme II et sa sœur Claude. On envisage de la marier avec Henri-Frédéric Stuart, prince de Galles, duc de Rothesay et duc de Cornouailles, fils aîné de Jacques Ier d'Angleterre et d'Anne de Danemark, héritier des trois royaumes d'Angleterre, d'Écosse et d'Irlande, mais la religion anglicane de celui-ci s'avère un obstacle insurmontable. 
Elle se marie en 1617 avec Ferdinand de Mantoue, duc de Mantoue et de Montferrat ; le mariage, cependant, est sans descendance. Elle retourne en Toscane après être devenue veuve. Son neveu, le grand-duc Ferdinand II, la fait gouverneure de Sienne en 1627, où elle meurt de la variole deux ans plus tard. À la fin de sa vie, Catherine hérite d'une réputation d'intense piété. Elle est inhumée dans les chapelles des Médicis de la basilique San Lorenzo de Florence.

## Titres
- 16 février 1617 - 29 octobre 1626 : duchesse de Mantoue,
- 29 octobre 1626 - 17 avril 1629 : duchesse douairière de Mantoue,
- 1627 - 17 avril 1629 : gouverneure de Sienne.